# Giovanni de Carolis
Giovanni de Carolis (* 21. August 1984 in Rom) ist ein italienischer Boxer. Er ist ehemaliger Weltmeister im Supermittelgewicht nach Version der WBA.

## Karriere
Giovanni de Carolis begann seine Profikarriere im November 2007. Seine erste Niederlage erlitt er im Juni 2008 gegen Max Bursak. Im Oktober 2013 boxte er erstmals gegen einen bedeutenden Gegner, als er nach Punkten gegen Arthur Abraham unterlag. Im Januar 2016 besiegte er Vincent Feigenbutz vorzeitig in der elften Runde und wurde dadurch regulärer Weltmeister der WBA im Supermittelgewicht. Es war der Rückkampf einer Begegnung vom Oktober 2015, die damals Feigenbutz nach Punkten äußerst umstritten für sich entschieden hatte.
Am 16. Juli 2016 verteidigte de Carolis in Berlin seinen Titel durch ein Unentschieden gegen den unbesiegten Deutschen Tyron Zeuge. Am 5. November 2016 boxte er in Potsdam erneut gegen Zeuge. Er verlor in der zwölften Runde durch K. o. und damit auch den Weltmeistertitel.
Beim Kampf um den Titel WBA-International verlor er im Juli 2017 gegen Wiktor Poljakow und im Februar 2018 beim Kampf um den Titel WBA-Oceania gegen Bilal Akkawy.
Im Juli 2018 wurde er mit einem Sieg gegen Roberto Cocco Italienischer Meister und im Dezember 2018 mit einem Sieg gegen Dragan Lepei WBC-International-Champion; den Titel verteidigte er im Juni 2019 gegen Khoren Gevor. Im Mai 2021 verlor er beim Kampf um die EBU-Europameisterschaft gegen Lerrone Richards.
Am 13. Mai 2022 gewann er den Titel WBO-Intercontinental durch TKO gegen Daniele Scardina.

### Titelgewinne
- 13. Mai 2022: WBO Intercontinental im Supermittelgewicht
- 14. Dezember 2018: WBC International im Supermittelgewicht
- 28. Juli 2018: Italienischer Meister im Supermittelgewicht
- 9. Januar 2016: WBA- und GBU Weltmeister im Supermittelgewicht
- 1. November 2014: IBF Intercontinental im Supermittelgewicht
- 28. September 2012: WBC International im Supermittelgewicht
- 20. Januar 2012: WBC Mediterranean im Supermittelgewicht
- 23. Dezember 2008: WBF International im Mittelgewicht